# 伊勢たくあん

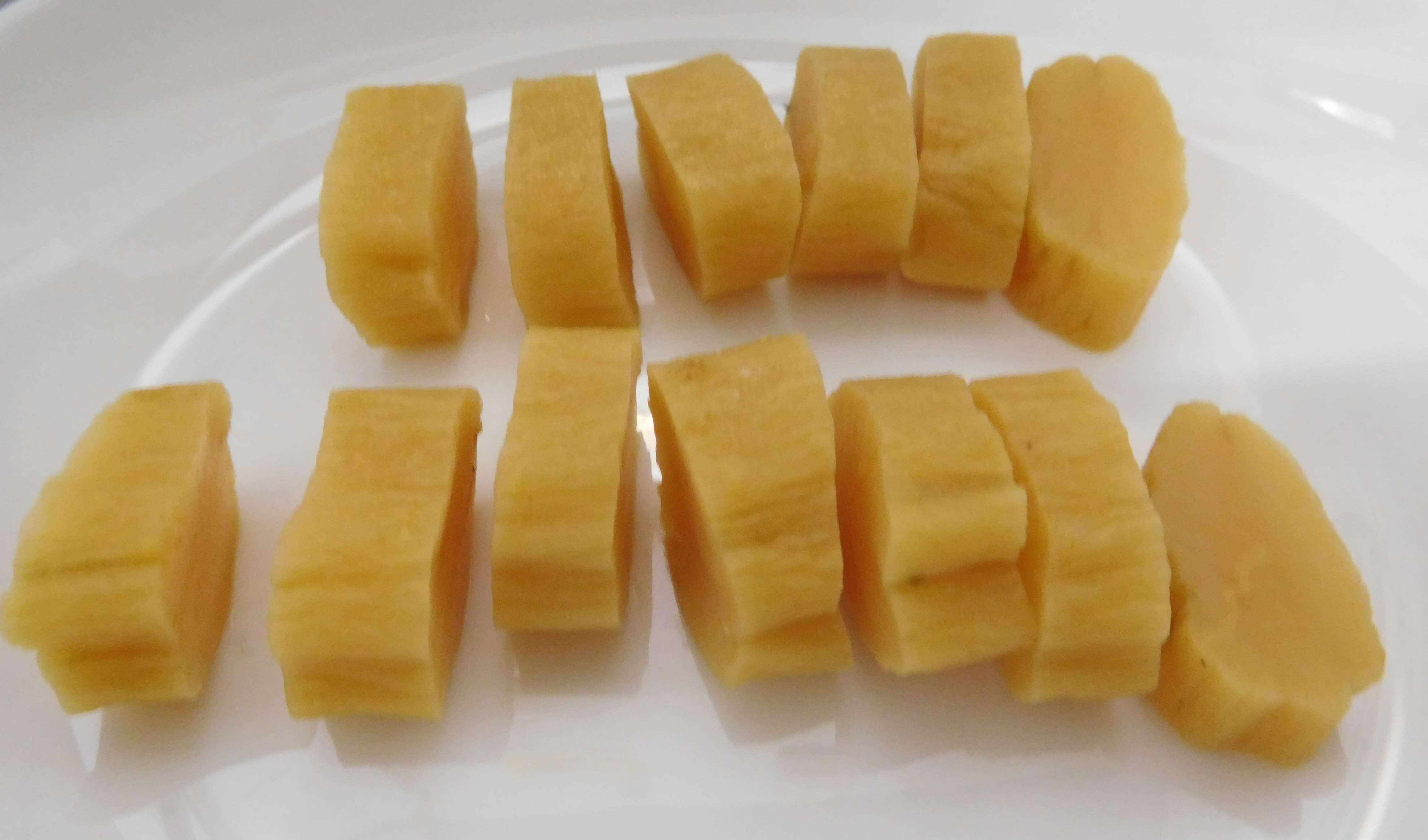
伊勢たくあん

伊勢たくあん（いせたくあん）とは、三重県伊勢地方で造られている沢庵漬けの名称。地元では「こうこ」とも呼ばれる。伝統的な製法により生産されており、伊勢神宮の土産物の中でも付加価値が付いた名物となっており、一定の需要を得ている。三重県漬物協同組合により、地域団体商標登録されている（第5051140号）。
宮川下流の平地にある伊勢市は、伊勢神宮の御園であったこと、沖積土が大根栽培に適していたこと、北西風が大根の乾燥を早めたことから、たくあん作りが発達した。ナスの葉を使った百一漬や、養老漬などの種類がある。

## 原料
伊勢たくあんの原料である御薗大根は、伊勢生まれのきめの細かい白首大根で、沢庵漬けにした時に歯ごたえがよく、最大限においしさを発揮する。食物繊維が多く、干すと甘みが増す。御薗大根が普及するまでは、宮重大根が主に使われていた。伊勢たくあんが自給用から商品化していく過程で宮重大根を漬けると黒くなることが問題となり、宮重大根を母体に新たな品種として開発されたのが御薗大根である。
御薗大根は従来、伊勢市の御薗・豊浜・北浜地域が主産地であったが、1960年代より多気郡明和町へ移り始めた。御薗大根の競りは明和町で行われる。
三重県は、2006年（平成18年）に「御薗大根」を「みえ伝統野菜品目」とし、さらに同年、三重県地域特産品認証食品（Eマーク）として「大根漬物」を認証、食の安心・安全、「伊勢たくあん」のブランド化と保護に取り組んでいる。

## 歴史
伊勢たくあんは江戸時代末期、現在の伊勢市御薗町で作られ始めたと言われている。当時の御薗地域では大根が生産過剰となり、塩と糠だけで簡単に漬け、各家庭での自家消費用に生産を始めた。明治時代頃になると、御薗や豊浜など現在の伊勢市北西部で冬の農家の副業として伊勢たくあんが盛んに作られるようになった。生産量が増加し質的にも向上すると、隣接する宇治山田市（現・伊勢市）を中心に農家の女性が売りに出るようになった。
明治時代初期には販売員を派遣して、大阪を中心とした関西の市場を開拓した。帆船に伊勢たくあんを積み、大阪へ向けて出港したという記録がある。農閑期に農家の女性が大阪や京都へ出かけて売り歩き、次第に現地の支持を得て、常設の漬物店を開く人が現れ始めた。大正時代になると小俣町・北浜村・城田村（いずれも現・伊勢市）など南勢20町村へ生産地が拡大し、鈴鹿市でも戦前には既に、大根を伊勢たくあんに加工して関西向けに出荷していた。大阪市立衛生研究所の清水正雄は、1930年（昭和5年）に「大阪のとある百貨店が社員向けに毎朝伊勢たくあんと豆腐の味噌汁を出している」と報告している。1943年（昭和18年）度には当時の最高記録となる30万樽を生産するに至ったが、太平洋戦争の激化により大根畑はサツマイモ畑に転換され、生産量は急減した。
戦後は伊勢たくあんの生産が再び活発になり、1950年（昭和25年）には15万樽まで回復した。この頃には宇治山田市に「伊勢沢庵販売農業協同組合連合会」という業界団体が存在し、各市町村の農業協同組合と協力して出荷の調整と調味料・着色料の調達を行った。1960年（昭和35年）から1970年（昭和45年）ごろの最盛期には、伊勢地方の冬の田んぼは御薗大根を天日乾燥する「はさ(稲架）掛け」で埋め尽くされた。また、この頃には伊勢たくあん用の大根栽培のために広範囲かつ効率的に一定量の殺虫剤を散布する装置が開発された。
1980年代になると、御薗大根の連作障害や小型化が起き、伊勢対岸の渥美半島で生産される渥美たくあんにリードを許すことになった。1987年（昭和62年）頃には200軒ほどの製造業者があり、在来産業（地場産業）として維持されていたが、近年になって食生活の変化による需要の低減、労働状況の変化で、この地区では漬物専門の業者が数軒続けている程度となった。最近では優良な発酵食品として伊勢たくあんが見直されてきたことから、農業を営む有志が集い、御薗大根の生産が増加してきている。

## 製法
初冬の伊勢平野で、干すための「はさ」に、御薗大根が、ずらりと掛けられる。太陽と寒風で1週間から2週間天日に干して、大根が「の」の字が描けるほどしなやかになってから、米糠と塩、昆布、蓮台寺柿の皮、ナスの葉、唐辛子を混ぜて漬け込む。米糠は伊勢平野で生産されたものを利用している。漬け込む塩は10%前後。その後約2年間乳酸菌で発酵させることにより、甘味、酸味、塩味、うま味が複雑に絡み合った深みのある味わいになる。

### 終戦直後の製法
糠4〜5升（約7〜9L）と塩（出荷時期によって量が変わる）を混合し、調味料としてサッカリン3匁（11.25g）とズルチン4匁（15g）、着色料としてウコン粉末とタートラジン少々を配合し、樽底に敷き詰める。その上に干した大根を隙間なく並べ、糠と大根を交互に積み重ねていく。最上段に大根の葉を敷き、重石を載せて漬け込む。着色料は1947年（昭和22年）公布の食品衛生法で使用禁止となるまではオーラミンを使用していた。
戦前は専ら辛漬であったが、戦後は早漬の生産が増加した。出荷先は大阪が40%、京都が35%、神戸が15%となっていた。輸送手段は鉄道（国鉄・近鉄）とトラック1951年（昭和26年）の調査では、ビタミンB1の含有量は新漬で平均86μ%、古漬で62μ%と少なかった。